# My Name Is Skrillex
Albums de Skrillex
Gypsyhook EP
(2009) Scary Monsters and Nice Sprites
(2010)
Singles
1. WEEKENDS!!!
Sortie : 25 octobre 2010

My Name is Skrillex est le premier EP de l'artiste electro Skrillex.
L'EP a été mis en ligne gratuitement sur le Myspace de Skrillex le 7 juin 2010. Le lien peut être à présent trouvé sur son Facebook.

## Liste des titres[1]
| No | Titre                       | Durée |
| -- | --------------------------- | ----- |
| 1. | My Name Is Skrillex         | 4:32  |
| 2. | WEEKENDS!!! (feat. Sirah)   | 4:47  |
| 3. | Fucking Die                 | 3:53  |
| 4. | Fucking Die (€€ Cooper Mix) | 5:39  |
| 5. | Do Da Oliphant              | 3:29  |
| 6. | With Your Friends           | 6:26  |

## Pistes Bonus
| No | Titre                                | Durée |
| -- | ------------------------------------ | ----- |
| 1. | My Name Is Skrillex (Skrillex Remix) | 4:48  |